# Young Yakuza
Pour plus de détails, voir Fiche technique et Distribution.
Young Yakuza est un  documentaire français de Jean-Pierre Limosin sorti en 2008.

## Synopsis
Naoki, jeune homme désœuvré, est placé par sa mère en apprentissage au sein d'un clan mafieux. Il va découvrir le quotidien des yakuzas pendant une année entière. Ensuite, il lui appartiendra de choisir : y rester ou quitter cet univers.

## Fiche technique
- Titre original : Young Yakuza
- Réalisation : Jean-Pierre Limosin
- Scénario : Jean-Pierre Limosin
- Production : Jean-Pierre Limosin
- Sociétés de production : Arte
- Société de distribution : CTV International
- Durée : 99 minutes
- Format : couleur
- Dates de sortie :  France : 9 avril 2008

## Distribution
- Naoki Watanabe : Naoki
- Chiyozo Ishii : un yakuza
- Hideyuki Ishii : un yakuza

## Nominations
Trois nominations lors du Festival de Cannes 2007 (édition n° 60) : prix Un certain regard, Un certain regard - prix spécial, Un certain regard - prix du jury.